# Acrocórdon

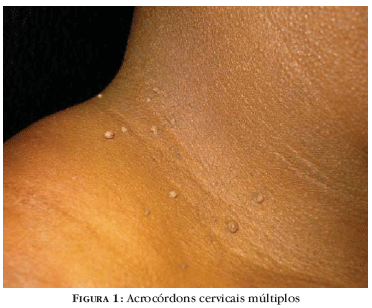

Acrocórdon ou papiloma fibroepitelial (eng: skin tag)é um pequeno tumor benigno assintomático que geralmente surge na meia-idade, atingindo cerca de 59% dos homens com mais de 70 anos e mulheres grávidas. São pápulas  filiformes medindo entre 1 a 5 mm de diâmetro, gera(lmente nas regiões cervical, axilar, inguinal, crural, perineal e inframamária, e também nas pálpebras.
A epiderme normalmente não apresenta nenhuma lesão, sendo apenas recoberta pelo tumor.